# Mordellistena erythreana
Mordellistena erythreana es una especie de coleóptero de la familia Mordellidae.

## Distribución geográfica
Habita en Eritrea.